# Marlon Ávila
Marlon Anel Ávila Aldeano (ur. 27 lutego 1993 w El Real de Santa María) – panamski piłkarz występujący na pozycji prawego pomocnika lub prawego obrońcy, od 2022 roku zawodnik Independiente La Chorrera.